# Killer Kid (film, 1967)
Pour les articles homonymes, voir Killer Kid.
Pour plus de détails, voir Fiche technique et Distribution.
Killer Kid est un western spaghetti italien coécrit et réalisé par Leopoldo Savona, sorti en 1967.

## Synopsis
Lors de la révolution mexicaine, des cargaisons d'armes militaires sont pillées par des trafiquants américains qui les revendent aux révolutionnaires, dirigés par Vilar. Pour arrêter ce trafic, l'état américain engage le capitaine Morrison qui, pour infiltrer la milice de Vilar, se fait passer pour le bandit Killer Kid. Mais il découvre que son gouvernement est impliqué dans ce commerce d'armes volées et, écœuré par les crimes commis par son propre pays, rejoint aussitôt le mouvement mené par les révolutionnaires mexicains où il tombe amoureux de la belle Mercedes, une des chefs de la révolution et la nièce de Vilar.

## Fiche technique
- Titre original et français : Killer Kid
- Réalisation : Leopoldo Savona
- Scénario : Sergio Garrone et Leopoldo Savona
- Montage : Luciano Anconetani
- Musique : Berto Pisano
- Photographie : Sandro Mancori
- Production : Nino Battiferri
- Pays d'origine :  Italie
- Langue originale : italien
- Format : couleur
- Genre : western spaghetti
- Durée : 98 minutes
- Date de sortie :
  -  Italie : 30 septembre 1967

## Distribution
- Anthony Steffen : capitaine Morrison
- Luisa Baratto (créditée comme Liz Barret) : Mercedes Hernandez
- Fernando Sancho : Vilar
- Giovanni Cianfriglia (crédité comme Ken Wood) : Ramirez
- Howard Nelson Rubien (crédité Nelson Rubien) : El Santo
- Virginia Darval (créditée comme Virgin Darwal) : Dolores
- Adriano Vitale
- Domenico Cianfriglia : Ortiz
- Bruno Ariè : Chico
- Yorgo Voyagis : Pablo
- Valentino Macchi
- Ugo Adinolfi : un soldat de Ramirez
- Fortunato Arena : José